# Departamento de Encargo y Búsqueda de Personas y Vehículos

El Departamento Encargo y Búsqueda de Personas y Vehículos de Carabineros de Chile, conocido por la Sigla SEBV, es una de las principales reparticiones especializadas de Carabineros de Chile. 
Actualmente el SEBV mantiene 3 áreas misionales: encargo y búsqueda de personas desaparecidas (2003); búsqueda de prófugos de la justicia (2016); encargo y búsqueda de vehículos (1971). 
El SEBV es una Repartición Especializada, de carácter técnico, científico y operativo. Cuya génesis es la consecuencia y resultado lógico del estudio y análisis de la situación delictual en ilícitos relacionados en un inicio al parque vehicular, su eficiencia, reflejada en miles de casos resueltos, determinó que en 1993 se elevara de Sección a Departamento, quedando acuñada hasta hoy en día la Sigla SEBV.. 
De esta manera y debido a la frecuencia con que se estaban perpetrando estos delitos en Chile, el 15 de diciembre de 1971, se creó la Sección Encargos y Búsqueda de Vehículos (S.E.B.V.) encargada de la investigación de delitos que afectaban al parque vehicular en la Región Metropolitana, misión que se lleva a cabo hasta la actualidad con jurisdicción nacional respecto de los delitos investigados y la identificación de organizaciones criminales dedicadas a la comisión de robos violentos y/o con fuerza de vehículos, su blanqueamiento y reventa.
Consecuente con los altos índices de efectividad del SEBV y a raíz de los hechos de connotación nacional suscitados en Iquique en el sector de Alto Hospicio, actual comuna, referente a la desaparición y asesinato serial de estudiantes de la localidad por parte del asesino serial Julio Pérez Silva, también conocido como «El Psicópata de Alto Hospicio». Por dichas desapariciones fue determinado gubernamentalmente por el presidente de la República de la época Ricardo Lagos Escobar, dar una respuesta de estado para ejecutar diligencias que buscasen aclarar desapariciones de personas. De tal modo, se creó la Sección Encargo de Personas (2003) quienes realizan investigaciones en conjunto con el Ministerio Público de Chile para la búsqueda de personas desaparecidas bajo tipologías de presuntas desgracias, desaparición y extravío; 
Consiguientemente, ante el crecimiento exponencial de personas requeridas por la justicia para cumplimiento de condenas, se estableció la creación de la Sección Búsqueda de Prófugos (2016), a fin de dar una respuesta institucional para la identificación, búsqueda y captura de prófugos de la ley.
Las oficinas centrales del SEBV están ubicadas en Santiago de Chile, específicamente en la comuna de Independencia (Chile), existiendo además un despliegue de cuarteles SEBV a nivel nacional, abarcando gran parte de las regiones del país, siendo un Departamento multidisciplinario y fundamental en la investigación criminal de Carabineros de Chile..
El Departamento SEBV mantiene presencia nacional en 14 de las 16 regiones del país, a través del cuartel central en la región metropolitana y 13 Secciones Regionales, las cuales son:
- Sección SEBV Arica y Parinacota (2017);
- Sección SEBV Iquique (2003);
- Sección SEBV Antofagasta (2003);
- Sección SEBV Calama (2012);
- Sección SEBV Atacama (2012);
- Sección SEBV Coquimbo (2003);
- Sección SEBV Valparaíso (1994);
- Sección SEBV Rancagua (2016);
- Sección SEBV Talca (2003);
- Sección SEBV Ñuble (2022);
- Sección SEBV Concepción (2003);
- Sección SEBV Temuco (2003); y
- Sección SEBV Puerto Montt (2012).

## Historia

### Origen
La creación mediante Orden O.S.1 n.º 34.719, de fecha 15 de diciembre del año 1971, de la Sección de Encargos y Búsqueda de Vehículos, se debe a la consecuencia y resultado lógico del estudio y análisis de la situación delictual en delitos relacionados en un inicio a la propiedad vehicular debido a la frecuencia con que se estaban perpetrando estos delitos en el año 1971, pasando en el tiempo a lograr importantes resultados investigativos relacionados con el descubrimiento de nuevos modus operandi en el robo de vehículos como asimismo al destino que eran llevados tales bienes, pudiendo desbaratar en el tiempo a importantes organizaciones criminales que tenían el robo de vehículos como delito bases de sus pretensiones delictuales.

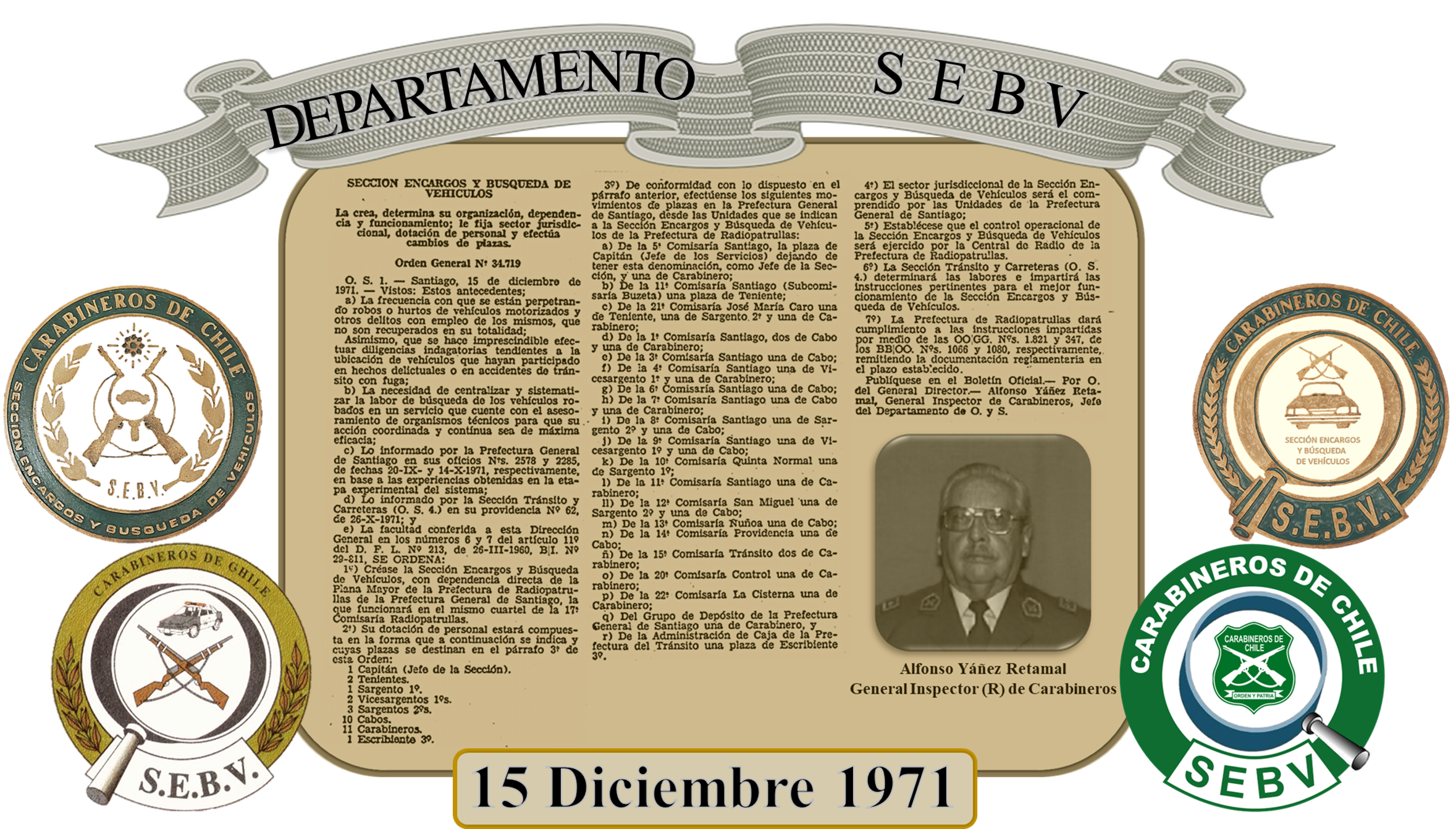
Orden de Creación del SEBV de Carabineros

A través del tiempo y dado el enorme crecimiento del parque vehicular a nivel nacional, llevando consigo el aumento del robo de vehículos y delitos asociados a este ilícito, la S.E.B.V. a debido ir evolucionando junto a estos cambios, manteniendo en la actualidad una gran base de datos que es la de todos aquellos vehículos sustraídos del parque vehicular, información respecto al lugar de pérdida, proceso legal y antecedentes del hallazgo de los mismos al ser encontrados; asimismo se apoya de otras bases de datos como la base de datos del Registro Nacional de Vehículos Motorizados, administrado por el mismo Servicio de Registro Civil e Identificación.
De acuerdo a los antecedentes señalados precedentemente, fue en el año 1971 que se creó la Sección Encargos y Búsqueda de Vehículos, (S.E.B.V.), con dependencia de la Plana Mayor de la Prefectura de Radiopatrullas, de la Jefatura de Zona Metropolitana, siendo destinado como Jefe de la recién creada Sección, el entonces Teniente Sr. Héctor Orlando Jara Llanos, cuyo movimiento fue publicado en el Boletín Oficial n.º 2333, manteniéndose al mando de esta por un periodo de tres años.
Este Departamento, el cual se caracteriza por su especialización y profesionalismo en las tareas operativo-investigativas como un órgano auxiliar en la investigación penal del Ministerio Público, especialmente orientado a las diligencias técnico científicas, referidas a la criminalidad, que compromete gravemente el interés social, enfocadas principalmente en la búsqueda de personas con presuntas desgracias vigentes, la búsqueda y captura de prófugos de la justicia, y identificación de personas, bandas, organizaciones delictivas o criminales y asociaciones ilícitas, dedicadas al robo violento y con fuerza de vehículos, propendiendo su captura y desarticulación y la recuperación de los vehículos sustraídos.

## Misión
La misión del Departamento de Encargo y Búsqueda de Personas y Vehículos es desarrollar investigaciones científicas y técnicas, en todas aquellas materias relacionadas con ilícitos que afectan al parque vehicular y sus delitos conexos; además, los hechos que estén ligados a la desaparición de personas por presunta desgracia asociada a delitos de contexto, como también la búsqueda de personas prófugas de la justicia.

## Funciones
El SEBV o Departamento Encargo y Búsqueda de Personas y Vehículos, tiene como una de sus funciones principales:
Área Vehicular: Desarrollar investigaciones científicas y técnicas, en todas aquellas materias relacionadas con ilícitos que afectan al parque vehicular, identificando personas, organizaciones delictivas, criminales y asociaciones dedicadas a los delitos de robos violentos y con fuerza de vehículos motorizados, contrabando, lavado de activos y otros delitos conexos.
Área Personas Desaparecidas: Desarrollar investigaciones penales junto al Ministerio Público, en todas aquellas materias relacionadas con personas desaparecidas cuyo paradero se desconoce y se teme la afectación a su vida, integridad física o psíquica, tipificadas como por presunta desgracia., como también los delitos conexos a estos.
Área Búsqueda y Captura de Prófugos: Desarrollar investigaciones penales junto al Ministerio Público, en todas aquellas materias relacionadas con la búsqueda, detección y captura de personas prófugas de la justicia y de las cuales se mantenga expedida una orden judicial de detención en su contra.
Análisis Operativo: El SEBV cuenta además con una Sección de Análisis Operativo, la cual tiene por misión ejecutar estudios analíticos de los delitos y blancos investigativos, como también ejecutar monitoreo de intervenciones telefónicas, análisis forenses de medios digitales, pericias audiovisiales, y administración y control de las plataformas de encargos de personas y vehículos a nivel nacional. 
El control de los Encargos Policiales respecto de vehículos con Placa Patente de Chile, en el interior del territorio chileno se realiza a través de la gestión de datos referente a denuncias que víctimas denuncian, generándose una base de datos que permite la trazabilidad y fiscalización mediante Reconocimiento automático de matrículas por parte de Carabineros de Chile.

## Área Vehicular - Investigación de delitos que afectan la vida e integridad de las personas en el robo de vehículos motorizados
La principal misión es realizar investigaciones penales junto al Ministerio Público, en todas aquellas materias relacionadas con ilícitos que afectan al parque vehicular, identificando personas, organizaciones delictivas, criminales y asociaciones dedicadas a los delitos de robos violentos y con fuerza de vehículos motorizados, además del contrabando de éstos a través de organizaciones transnacionales, e investigaciones de lavado de activos referente al crimen organizado asociado al robo de vehículos, su adulteración y reventa, como también los delitos conexos a estos.
Para ello cuenta con agentes de campo especialistas en Criminalística-Criminología mención Investigación Policial, quienes componen equipos policiales para tal cometido.

## Investigaciones y procedimientos destacados
Operación Manto
Caso investigativo del Departamento SEBV, el que de acuerdo con los antecedentes obtenidos durante el proceso investigativo, se pudo establecer la existencia de una Organización Criminal dedicada a la comercialización fraudulenta de vehículos obtenidos principalmente de casas de remate, los que posteriormente son adulterados bajo la modalidad de “Clonación Vehicular”, con la utilización de vehículos de las mismas marcas y modelos provenientes de los distintos delitos de robos con violencia y fuerza de vehículos a nivel nacional.
En la investigación se establecieron diferentes funciones que desarrolla cada integrante de la organización, correspondiendo a actividades de adquisición de vehículos provenientes de remate; adquisición de vehículos sustraídos a través de diferentes delitos (especialmente violentos); adulteración de sus series identificatorias para hacerlos coincidir con la documentación del vehículo proveniente del remate; y su posterior comercialización en Automotoras establecidas o por partes y piezas en Locales establecidos del rubro.
Dicho proceso investigativo llevado por el SEBV de Carabineros por los delitos de asociación ilícita, lavado de activos, receptación de vehículos motorizados, estafa, adulteración de instrumentos públicos y privados e inducción a la comisión de robos de vehículos.
De ello se logró en noviembre del año 2019 la desarticulación de la Organización, ejecutando la detención de 18 integrantes y la reformalización del líder delictivo quien operaba desde la cárcel.
https://www.tvn.cl/programas/informe-especial/capitulos/informe-especial-operacion-manto%7C Informe Especial: Operación Manto.
https://www.youtube.com/watch?v=8_hexlm2PFw%7C Operación Manto los capos del Robo de Vehículos.

## Trabajo Técnico Pericial
Además del trabajo investigativo, el SEBV de Carabineros, mantiene expertos peritos en identificación vehicular, a raíz de las avanzadas técnicas delictuales de adulteración vehicular y uso de elementos falsificados para ocultar la real identidad de los vehículos.
Para ello cuentan con diferentes procesos metodológicos de identificación y técnicas periciales químicas de revelado de seriales identificatorias.
En dicha función se establecen como la única policía en Chile con la experticia en identificación vehicular forense.

## Área Personas Desaparecidas- Investigación y búsqueda de personas desaparecidas.
La principal misión es realizar investigaciones penales junto al Ministerio Público, en todas aquellas materias relacionadas con personas desaparecidas cuyo paradero se desconoce y se teme la afectación a su vida, integridad física o psíquica, tipificadas como por presunta desgracia., como también los delitos conexos a estos.
Para ello cuenta con agentes de campo especialistas en Criminalística-Criminología mención Investigación Policial, quienes componen equipos policiales para tal cometido.

## Investigaciones y procedimientos destacados
Caso Fernanda Maciel
Caso investigativo del Departamento SEBV, en el que Fernanda Damaris Maciel Correa, nacida en Independencia (Chile), el 9 de mayo de 1996), hija de Paola Gabriela Correa Durán y Angello Oliver Maciel Mejías. De contextura pequeña de 1.49 cm de altura y con 8 meses de embarazo al momento de desaparecer. De personalidad fuerte, llevada a sus ideas y vinculada con drogas. Desde muy pequeña tuvo libertad para inmiscuirse en este mundo delictivo y peligroso, pasando a ser parte de este, drogas discotecas y aparentar una vida que no era su realidad a través de las redes sociales. Desapareció el día 10 de febrero del 2018 a las 17:32 horas cuando sale de su casa en Calle Puntiagudo de Conchalí.
Tras su desaparición, múltiples teorías salieron a la luz: primero se dijo que la joven había huido con un presunto amante, que tenía vínculos con peligrosos narcotraficantes, que viajó a Bariloche, Argentina, entre tantos otros escenarios que no hicieron otra cosa más que confundir la investigación.
Además, muchos “psíquicos” que aseguraban haber tenido “visiones” de la joven y su paradero también inundaron la investigación con detalles poco claros. La teoría de la participación en el crimen de la pareja de Fernanda, Luis Petersen, también rondó alrededor del caso.
Luis y Fernanda se habían conocido un año antes de la desaparición de la joven. La relación que sostuvieron en ese tiempo fue como todas: con momentos altos y bajos, lo que no impidió que vivieran juntos para criar a la hija de ambos que venía en camino: la pequeña Josefa.
El día de la desaparición, su vecino Rodrigo Olivares la acompañó a ponerse pestañas postizas, luego se fue a juntar con Felipe Andrés Rojas Lobos (uno de los principales sospechosos), ya que este se asomó por la pandereta y la invitó a fumarse un “pito”. Ella accedió a ir, sin importarle su embarazo. 
Es aquí cuando las cámaras la muestran atravesando la calle, hacia la bodega.
Rojas aseguraba que Fernanda nunca llegó a la bodega y que la contactó por mensajes el día de su desaparición. “Te esperé cualquier rato, pero no llegaste. Yo ando cleteando”, rezaba el último texto enviado por Rojas.
Felipe Rojas y una expareja de éste fueron entrevistados en más de una oportunidad por Investigadores del SEBV, hasta que el 23 de julio de 2019, casi 500 días después de la desaparición de Fernanda, tras un intenso interrogatorio de la Sección Encargo de Personas del SEBV, la expareja de Felipe Rojas confesó que éste le había confesado haber asesinado a Fernanda Maciel.
“Se puso a llorar, ayer me dijo que Fernanda se había resbalado, se había pegado en una punta. ‘No sé si en una silla o una mesa. Empezó a convulsionar, cuando la traté de levantar se orinó y se fue’. Dijo que estaba muy volado y tomó malas decisiones. La envolvió con una telas e hizo un hoyo. Ahí se destrozó las manos y en ese momento procedió al entierro”, manifestó la expareja de Rojas.
Posteriormente, según esta declaración de la expareja, Rojas tomó el celular de Fernanda, lo formateó y lo fue a vender a una feria, para luego volver en bicicleta. Además, ella entregó detalles del lugar donde Felipe Rojas le dijo que estaban los restos de Fernanda: en la bodega que la familia exigía revisar con profundidad, y en donde las autoridades no encontraron nada en un primer momento.
Según los familiares de Fernanda, Felipe Rojas habría violado en ese lugar a la mujer, además de enterrarla viva. “Pudimos realizar un preinforme, descubriendo lo que Felipe le había hecho a mi hermana. Felipe Rojas violó a mi hermana, la amarró, la enterró viva”, dijo la hermana de Fernanda, Valentina Maciel. 
Conforme a la investigación conjunta entre la Sección Encargo de Personas del SEBV y la Fiscalía Centro Norte, con fecha 25 de abril de 2023 el Segundo Tribunal de Juicio Oral en lo Penal de Santiago, en un fallo unánime, condenó al acusado Felipe Rojas, a la pena de presidio perpetuo calificado como autor de los delitos consumados de violación con homicidio y aborto, cometidos en contra de Fernanda Maciel.
El fallo se detiene en la configuración de la alevosía como elemento agravante de los hechos cometidos por el condenado. Sostiene que, “(…) El imputado violó, mató y enterró a pocos metros de su casa a su amiga, vecina, con quien a diario conversaba y compartía. El actuar traicionero del acusado conlleva un reproche grave, pues no solo defraudó la expectativa y confianza que la víctima depositaba en él, sino que esa confianza se sostenía en 10 años de amistad y vecindad”.
En este orden de razonamiento, la condena de presidio perpetuo calificado impuesta a Felipe Rojas significa que el condenado deberá cumplir de forma efectiva un período de 40 años de reclusión, antes de poder optar a algunas de las modalidades de beneficios para el cumplimiento alternativo de las penas que reconoce nuestra legislación a los condenados.

## Área Búsqueda de Prófugos de la Justicia - Investigación, búsqueda, detección y captura de personas prófugas de la justicia.
La principal misión es realizar investigaciones penales junto al Ministerio Público, en todas aquellas materias relacionadas con la búsqueda, detección y captura de personas prófugas de la justicia y de las cuales se mantenga expedida una orden judicial de detención en su contra.
Para ello cuenta con agentes de campo especialistas en Criminalística-Criminología mención Investigación Policial, quienes componen equipos policiales para tal cometido.

## Investigaciones y procedimientos destacados
Caso "El Bestia"
Caso investigativo de la Sección Búsqueda de Prófugos de la Justicia del SEBV, en el imputado, apodado “el bestia”, escapó de la policía por 910 días refugiándose en casa de familiares y de amigos, estos últimos pertenecientes a su movimiento neonazi denominado Legión 38.
De acuerdo a lo establecido en la investigación, el 22 de octubre del 2014 el detenido junto a un grupo de aproximadamente ocho personas atacaron con cuchillos, palos y fierros a varios jóvenes de tendencia punk que se encontraban bebiendo alcohol en las inmediaciones de la plaza de Maipú.
Fue en ese contexto que Isaac Araya Herrera falleció producto de varias estocadas que recibió de parte del grupo y donde Christopher Hidalgo (El Bestia) habría sido uno de los que inmovilizó a la víctima para que fuera atacada.
Por este caso cumplen condena de 13 años de presidio el autor material del crimen identificado como Patricio Salas, mientras que sus cómplices Fabián Fuentes, Paolo Meza, Erik Díaz y Osvaldo Jara solo enfrentaron una pena de 541 días.